# Nous Horitzons
Nous Horitzons és una revista trimestral escrita en català de caràcter polític i cultural. Fou fundada el 1960 amb el nom d'Horitzons i que el 1962 adoptà el nom actual. Es troba vinculada a la Fundació Nous Horitzons, creada el 1993 pel PSUC i Iniciativa per Catalunya.
Inicialment era clandestina, i durant el franquisme la redacció era a Mèxic, a càrrec de dirigents del PSUC exiliats allí. Els primers números s'editaren totalment a Mèxic i eren enviats clandestinament a l'interior, però a partir del número 9 les planxes per a la publicació es preparaven a França i després s'imprimien clandestinament a Catalunya. La seva publicació fou legalitzada finalment el 1977.
Durant la seva edició a Mèxic fou dirigida per Francesc Vicens i Giralt i, quan s'establí la redacció a Catalunya el director fou Manuel Sacristán. Dins la seva nòmina de col·laboradors habituals s'hi poden comptar amb Rafael Vidiella i Franch, Gaspar Aribau, Gregori López Raimundo, Pere Ardiaca, N. Pla, Manuel Sacristán, Giulia Adinolfi, Jordi Solé Tura, Francesc Vallverdú i Canes, J. Sempere, Rafael Ribó, Manuel Vázquez Montalbán, Núria Sales i Folch, Joaquim Molas, Oriol Bohigas i Teresa Pàmies, entre d'altres.
Preferentment ha tractat temes relacionats amb la realitat social catalana, i la qüestió nacional, però també eren importants les col·laboracions de crítica literària. Des del seu origen té una òptica marxista al que darrerament s'hi han afegit altres corrents intel·lectuals.